# Charlton (Massachusetts)
Charlton és una població dels Estats Units a l'estat de Massachusetts. Segons el cens del 2000 tenia 11.263 habitants.

## Demografia
Segons el cens del 2000, Charlton tenia 11.263 habitants, 3.788 habitatges, i 3.045 famílies. La densitat de població era de 102,2 habitants per km².
Dels 3.788 habitatges en un 45,3% hi vivien nens de menys de 18 anys, en un 67,4% hi vivien parelles casades, en un 9,8% dones solteres, i en un 19,6% no eren unitats familiars. En el 14,5% dels habitatges hi vivien persones soles el 4,4% de les quals corresponia a persones de 65 anys o més que vivien soles. El nombre mitjà de persones vivint en cada habitatge era de 2,92 i el nombre mitjà de persones que vivien en cada família era de 3,24.
Per edats la població es repartia de la següent manera: un 30% tenia menys de 18 anys, un 5,8% entre 18 i 24, un 34,4% entre 25 i 44, un 22,1% de 45 a 60 i un 7,7% 65 anys o més.
L'edat mediana era de 35 anys. Per cada 100 dones de 18 o més anys hi havia 93,8 homes.
La renda mediana per habitatge era de 63.033 $ i la renda mediana per família de 70.208$. Els homes tenien una renda mediana de 46.727 $ mentre que les dones 33.451$. La renda per capita de la població era de 23.626$. Entorn del 4,9% de les famílies i el 5,6% de la població estaven per davall del llindar de pobresa.